# ボクソール★ライドショー 恐怖の廃校脱出!
『ボクソール★ライドショー 恐怖の廃校脱出!』（ボクソール ライドショー きょうふのはいこうだっしゅつ）は、2016年1月16日に公開された日本初の4DX専用ホラー映画作品。

## ストーリー
様々な怖い都市伝説がある廃校。ここに3人の女子高生アイドルが訪れ、番組の生中継が行われる。バラエティな雰囲気のなか始まる肝試しであったが、突然あたかも見世物小屋の主人のような扮装の学校の番人が現れる。頭の狂ったオジサン程度に考えていた撮影隊は予想外の投石攻撃あって困惑。廃校に逃げ込んだのはよかったが、番人は外から刃物を持って見張っている。想定外の自体にディレクター田代も焦りはじめる。いたずらのつもりで用意した肝試し、学校の様々な仕掛けが今、地獄の装置へと変わる。

## 構成
日本初4DX専用映画であり、UC（ユナイテッド・シネマ）と韓国の4DXとの綿密なプラニングによって完成している。キャッチコピーは「お前も、オブジェにしてやろうか？」である。

## スタッフ
- 監督・脚本・撮影：白石晃士
- プロデューサー：石山成人、青木基晃、相良直一郎
- ラインプロデューサー：小谷不允穂
- 撮影助手：野尻嘉昭
- ドローン：城田道義
- 録音：山本タカアキ
- 特殊造形：土肥良成
- ヘアメイク・衣装：村木アケミ
- キャスティング：森正祐紀
- 編集：宮崎歩
- 音響効果：渋谷啓介
- 制作：妙円寺洋輝、菊地透
- 製作：「ボクソール★ライドショー」製作委員会
- 協力：ユナイテッド・シネマ
- 制作：Uhuru Films
- 製作協力：ダブ
- 配給・宣伝：KICCORIT

## キャスト
- ナツミ：岡本夏美
- エレナ：渡辺恵伶奈
- キヨ：松本妃代
- 田代：白石晃士
- 番人：大迫茂生
- 巨大女：久保山智夏